# 金光寿郎
金光 壽郎（かなみつ としお、1927年 - 2020年1月19日）は、岡山県出身のNHKディレクター。

## 略歴
1954年京都大学経済学部卒業、NHK札幌中央放送局に入局、その後、室蘭、京都放送局に勤務した。
京都放送局で宗教関連番組を担当した前任者の後任となり、初めて宗教関連の番組制作に携わる。その後、東京勤務となり教養番組班に所属して、主に宗教関連の番組を手掛ける。
東京勤務の後に4年間勤務した名古屋では、名古屋放送局管内で開催されるのど自慢の制作や、中学生日記の制作等幅広いジャンルの番組を担当した。当時の中学生日記の出演者には竹下景子らがいた。東京に再び転勤後、宗教関連の番組を主に担当する。
「こころの時代」「宗教の時間」等の番組制作に従事し、84年に定年退職後もNHKの宗教番組制作に関わる。
「一号車よ、走れ!」、「霧の壁」、「歳月 (テレビドラマ)」、「中学生日記」などを制作。
こころの時代には2017年まで出演していた。
2020年1月19日に92歳で死去。

## 著書
- 『枠のない世界 人生読本聞き書き』柏樹社 1978
- 『東洋の知恵・内観 こころの洗濯法』光雲社 1985
- 『生きるポイント11章』潮文社 1998

### 共著
- 『妙好人の世界』楠恭共著 法蔵館 1991
- 山本空外『念仏生活 法然、弁栄両上人に学んで』聞き手 空外記念館 1995
- 『<自然>を生きる』福岡正信共著 春秋社 1997
- 藤田徹文『いのち信心』ききて 探究社 2010
- 『現代社会における浄土真宗 兵庫教区青年僧侶の会30周年記念シンポジウム』兵庫教区青年僧侶の会編 高史明,栖雲深泥共著 自照社出版 2011
- 『人間の知恵、如来の智慧 NHK「こころの時代」「宗教の時間」より』宮戸道雄語り 聞手 樹心社 2011
- 『浄土と虚無 金光寿郎ディレクターとの対談』松塚豊茂 法藏館 2012
- 『仏教で生きる! 仏教対談「悩まない生き方」』板橋興宗,アルボムッレ・スマナサーラ共著 サンガ 2013